# ستان غوش
ستان غوش (بالإنجليزية: Stan Gooch)‏ هو كاتب وعالم نفس بريطاني، ولد في 13 يونيو 1932 في لويشام ‏ في المملكة المتحدة، وتوفي في 13 سبتمبر 2010 في سوانزي في المملكة المتحدة.